# 송화가루

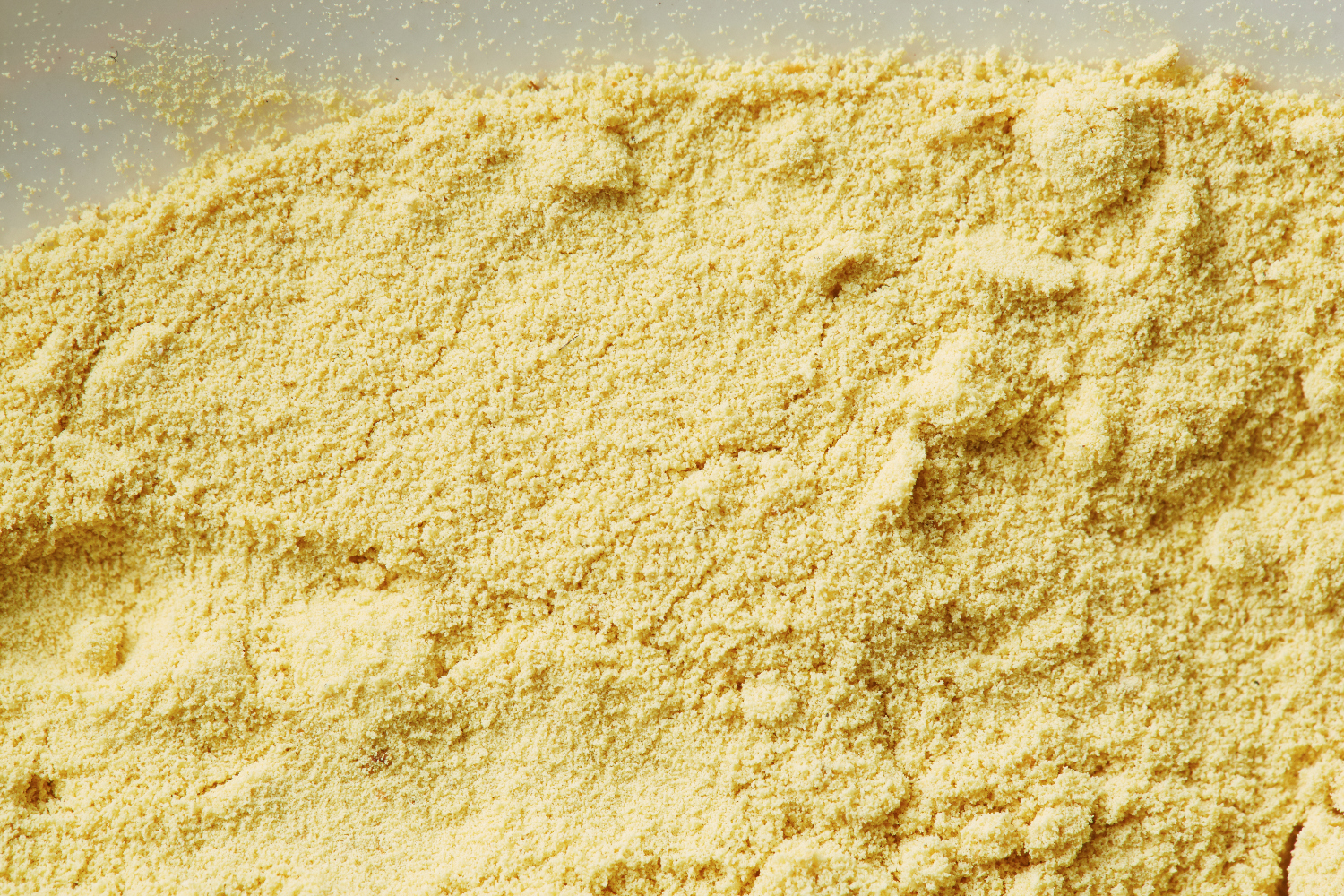
송화가루

송화가루(松花--, 표준어: 송홧가루)는 봄철에 소나무에서 나오는 꽃가루이다. 곤충을 이용한 꽃과는 달리 바람을 이용해 수분하는 풍매화인 소나무는 대량의 꽃가루를 만들어 내어 바람에 날려 보내서 수분을 시도한다. 송화가루를 확대하면 두개의 큰 공기주머니로 구성되어 있으며 이러한 구조로 인해 바람에 잘 날라 다닐 수 있다. 형태는 노랗고 연두빛이 나며 고운 가루이다. 한국에서는 이를 모아 식용으로 먹기도 한다. 송화 다식은 궁중음식으로 유명하며 술이나 면에 섞어 먹기도 한다.

## 꽃가루 알레르기
송화가루는 봄철에 코와 기관지로 들어와 알레르기성 호흡기 질환의 원인으로 지목되고 있다. 반면 송화가루가 양만 보면 나무들 가운데 매우 많지만, 꽃가루 알레르기의 원인이 되는 경우는 거의 없다는 견해도 있다.

## 식용
송화가루는 내려 앉은 가루를 모아 물에 침전시켜 송진과 독을 제거한 후 다식이나 면을 만들때 섞어 먹을 수 있다. 향긋하고 달짝지근한 솔향이 나서 인기가 많다. 다식을 만들때는 송화가루와 꿀을 섞어 반죽하고 이를 다식판에 모양을 내어 찍어내어 굳혀서 먹는다.

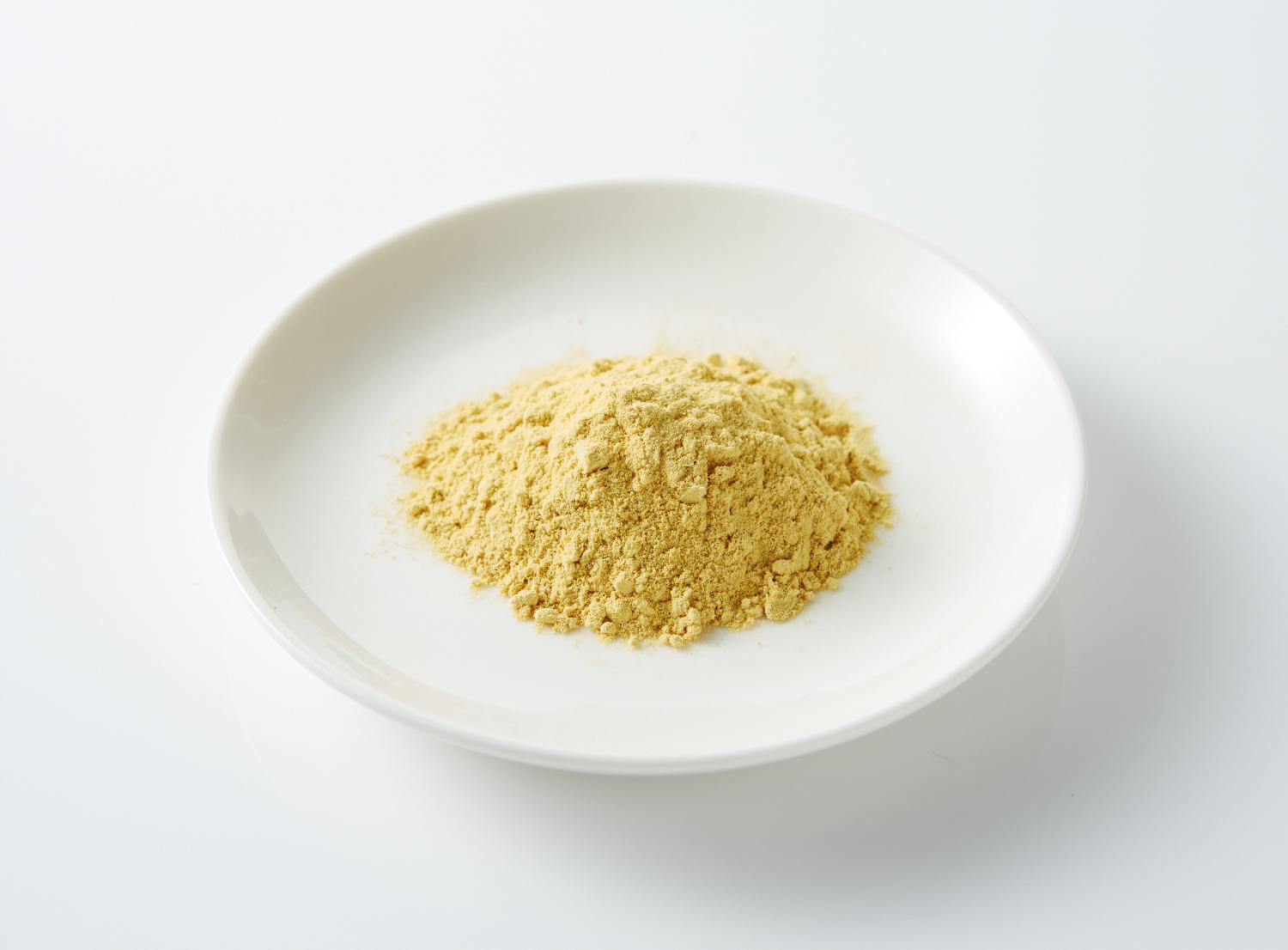
접시에 담은 송화가루
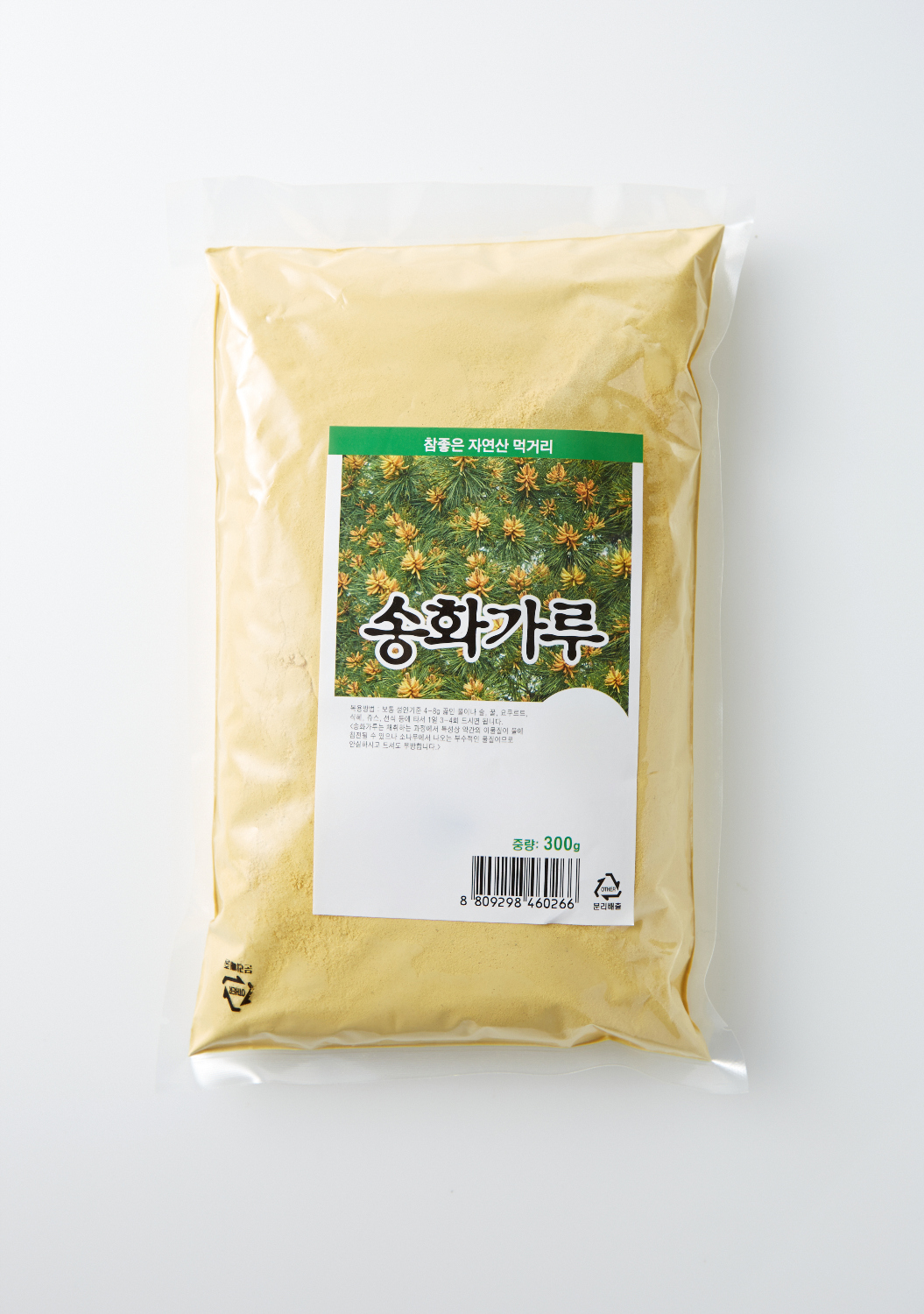
봉지에 든 송화가루